# John Oxenbridge (cónego)
John Oxenbridge LL. D. (falecido em 25 de julho de 1522) foi um cónego de Windsor de 1509 a 1522.

## Carreira
Ele foi educado na Universidade de Valência e formou-se LL. B. em 1498 e LL. D por 1499.
Ele foi nomeado:
- Prebendário de Hampstead na Catedral de Chichester, 1499
- Comissário e sequestrator-general do bispo de Chichester na arquideaconaria de Lewes, 1498
- Vigário de Icklesham (renunciou em 1505)
- Vigário de Cullompton, Devon até 1522
- Vigário de Shillington, Bedfordshire 1505
- Escrivão do rei

Ele foi nomeado para a décima segunda bancada na Capela de São Jorge, Castelo de Windsor em 1509, e manteve a posição até 1522. Um memorial foi construído em sua memória na capela sob o quinto arco da nave lateral sul do coro.